# Supernova Early Warning System
SNEWS, das Supernova Early Warning System (Supernova-Frühwarnungssystem), ist ein Verbund von Neutrinoteleskopen, die parallel zu ihrer sonstigen Forschungsarbeit nach möglichst frühen Anzeichen einer Supernova-Explosion in der Milchstraße suchen.
Da die Neutrinos das erste Zeichen einer Supernova-Explosion sind, soll damit erreicht werden, dass andere Instrumente der beobachtenden Astronomie rechtzeitig auf die Supernova gerichtet werden können. So erreichten die Neutrinos der Supernova 1987A die Erde drei Stunden vor dem Licht (allerdings gab es zu dem Zeitpunkt SNEWS noch nicht).
Die Detektoren senden Meldungen über Neutrinos an einen Computer des Brookhaven National Laboratory, um eine Supernova zu identifizieren. Wenn der SNEWS-Computer innerhalb von 10 Sekunden Signale von zwei Detektoren erkennt, sendet er einen Alarm an Observatorien auf der ganzen Welt, damit diese die Supernova beobachten können.
2014 sind dem SNEWS die Detektoren Borexino, Super-Kamiokande, Large Volume Detector (LVD), KamLand und IceCube angeschlossen.